# Alemanski jezik
Alemanski jezik (ISO 639-3: gsw; švicarski njemački; schwyzerdütsch), jedan od 4 alemanska jezika, šire gornjonjemačke podskupine njemačkih jezika, raširenih na području Švicarske, Njemačke, Francuske, Austrije i Lihtenštajna. Alemanskim jezikom služi se nekoliko naroda (Germanošvicarci, Walseri i Alzašani), koji svoje porijeklo vuku od starih alemanskih plemena, a ima niz dijalekata koji se govore po švicarskim kantonima: bernski (bärndütsch), baselski, obwaldski i drugi, te gornjoalemanki, donjoalemanski i u Francuskoj alzaški.
Govori ga oko 6 469 000 ljudi, poglavito u Švicarskoj 4 640 000 (popis iz 2000.), u Francuskoj 1 500 000 (Hawkins 1987.), nadalje 300 000 u Austriji (Annemarie Schmidt 1991.), u Lihtenštajnu 29 000, i nepoznat broj u Njemačkoj, južno od Baden-Wuerttemberga.

## Vanjske poveznice
- Ethnologue (14th)
- Ethnologue (15th)
- Wikipedija na Alemanskom jeziku